# Porțelan

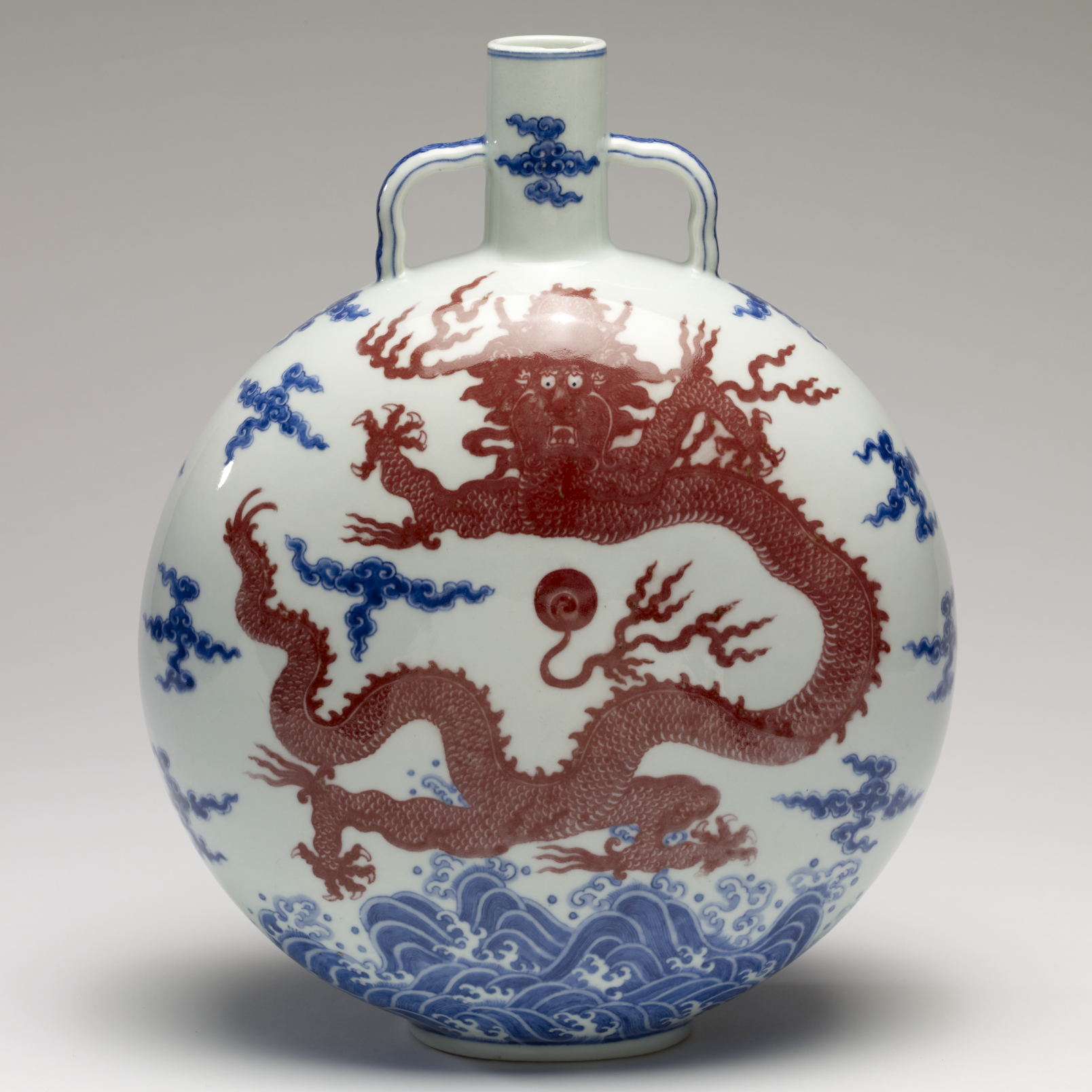
Vas chinezesc de porțelan

Porțelanul, supranumit în germană și "Weißes Gold" (aur alb), este un material ceramic alb și translucid obținut prin arderea la temperaturi înalte a unei paste compuse din cuarț, caolin și feldspat împreună cu adaosuri mai mici de alte componente. Se folosește la fabricarea vaselor industriale sau de laborator, a izolatoarelor electrice, a vaselor de uz casnic sau a unor obiecte decorative. După raportul elementelor componente el poate fi clasificat drept porțelan dur sau porțelan moale. La porțelanul clasic dur raportul dintre caolin, feldspat și cuarț este de 50/25/25, pe când la cel moale este de cca 30/30/40.
În trecut aceste proporții erau  ținute în secret. Firmele producătoare de ceramică țin în secret și azi raporturile precise dintre aceste componente. Aceste raporturi variază și în funcție de regiunea unde se obține materia primă.
Dacă porțelanul este dur sau moale mai poate fi determinat și de modul de ardere a materialelor.